# Mercato dei tessuti (Ypres)
Il mercato dei tessuti (Lakenhalle in neerlandese) è un edificio tra i più rappresentativi della cittadina belga di Ypres, nelle Fiandre. Sorge sul centrale Grote Markt, la piazza del Mercato grande, ed è uno dei capolavori del gotico brabantino e uno dei più grandi edifici civili del Medioevo.
Era il mercato coperto e magazzino di stoccaggio dei tessuti prodotti dall'industria cittadina, oggi è il simbolo indiscusso dello sviluppo economico che le Fiandre avevano raggiunto nel medioevo.

## Storia e Architettura

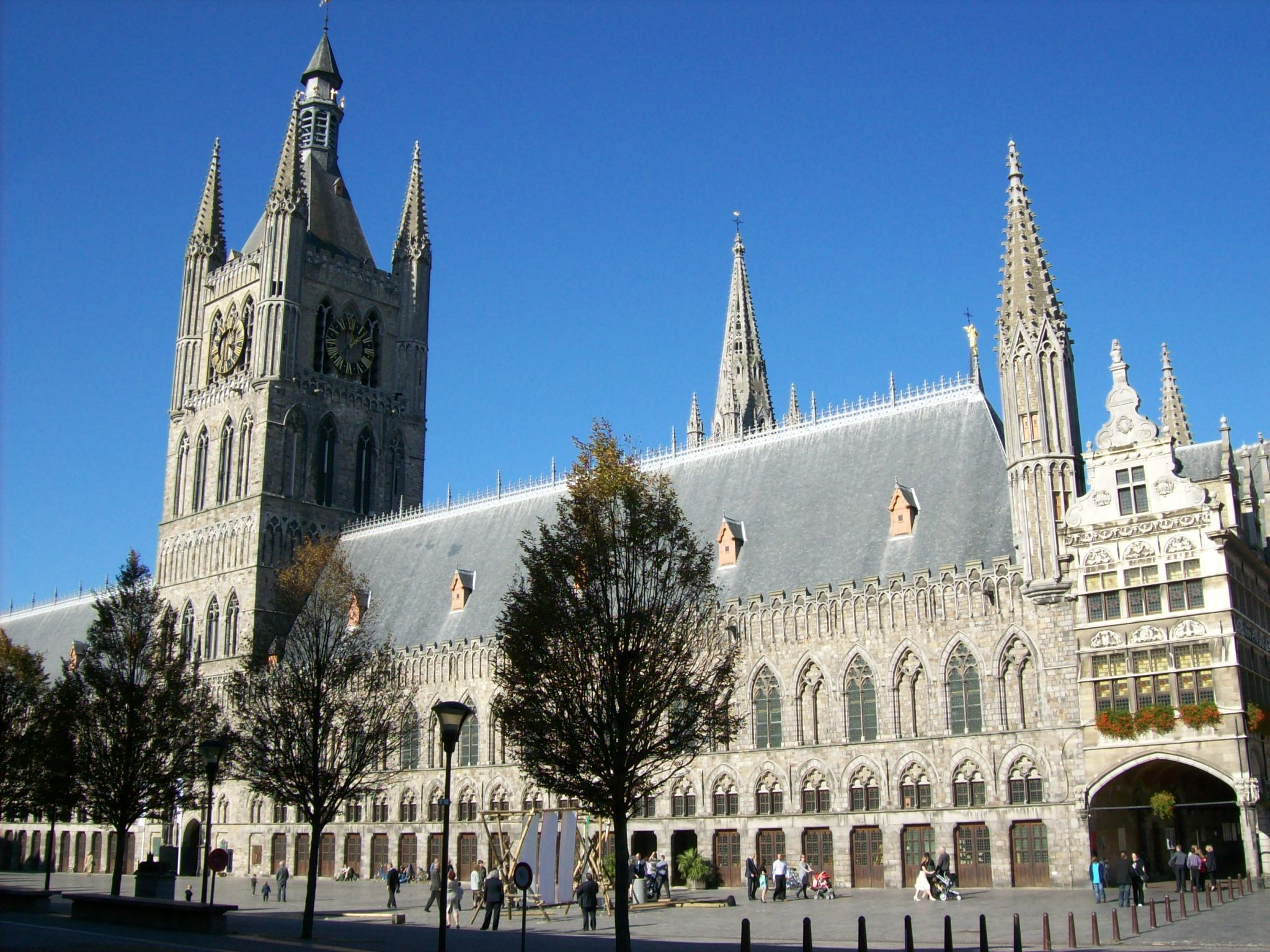
Veduta dell'edificio sul Grote Markt

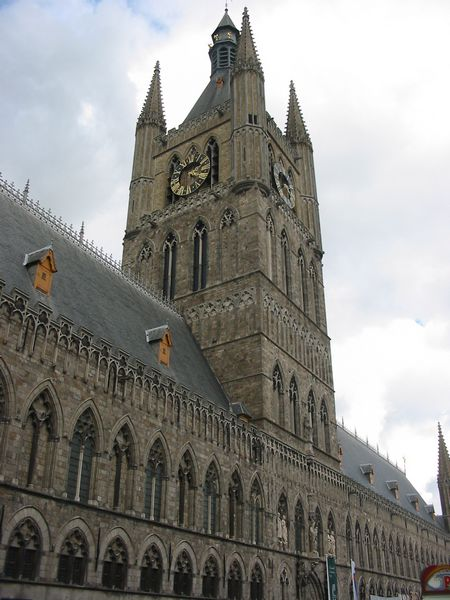
il Beffroi

L'edificio originale venne eretto fra il 1200 e il 1304, su iniziativa del conte di Fiandra Baldovino IX e sua moglie Maria di Champagne, lungo la via navigabile detta Ieperlee, oggi coperta. Col suo beffroi era la testimonianza della potenza e ricchezza raggiunta dalla città tramite il commercio e la produzione delle famose tele di Fiandra.
La struttura, a due piani sovrastati dall'enorme tetto rivestito d'ardesia, presenta una lunghissima fronte principale di ben 125 metri, una laterale, sinistra, e un'altra lunghissima facciata posteriore. Tutte le superfici, serrate fra svelte torrette cuspidate agli angoli, s'impostano su quattro livelli decorativi che sviluppano ognuno un modulo ripetitivo per tutta la superficie: ordine di porte travate sormontate da una sequenza di bifore, al pianterreno; e un ordine di alte bifore che in alternanza si presentano cieche o finestrate, sormontate da una cornice di lunghi archetti pensili sovrastati da merlatura, al primo piano. Al pian terreno ogni porta era una bottega di vendita, al piano superiore era il magazzino di stoccaggio.
Nel corso della prima guerra mondiale fu più volte colpito dai bombardamenti, fino a che quelli ultimi e più pesanti della cosiddetta quarta battaglia di Ypres, nel 1918, lo distrussero completamente. Tra il 1933 e il 1967 si iniziò la lunga e meticolosa campagna di fedele ricostruzione condotta dagli architetti-ingegneri J. Coomans e P.A. Pauwels. Le sole parti originali sono i muri base perimetrali a grosse pietre e la parte inferiore del beffroi.
Oggi, il mercato del tessuto di Ypres ospita un museo dedicato ai ricordi della prima guerra mondiale e nel 1999 è stato dichiarato patrimonio dell'umanità dall'UNESCO all'interno dei campanili di Belgio e Francia.

## Il Beffroi
Fra il 1200 e il 1230 venne eretto il possente beffroi impostato fra quattro torricelle angolari cuspidate e sormontato dalla guglia che raggiunge un'altezza di 70 metri. Il dragone segnavento alla sommità venne aggiunto nel 1692. Alla base si apre la Donkerpoort, la porta d'accesso al complesso, sormontata da un piano con le statue della Madonna di Thuyne, patrona della città; del conte Baldovino IX di Fiandra e sua moglie Maria di Champagne, promotori della costruzione dell'edificio; e del re Alberto I del Belgio e sua moglie la regina Elisabetta, ricostruttori del monumento. Originariamente la parte inferiore della torre ospitava la sala del Tesoro cittadino, il piano centrale era destinato a sala d'Armi, l'ultimo la Klokkenluidershuis (sala dei Campanari) ospita ancor oggi un carillon di 49 campane dal peso complessivo di 11.892 kg, che ogni ora suona la melodia Het Iepers Tuindaglied. 
Dal Medioevo fino al 1817, si svolgeva ogni tre anni il Kattenstoet (Getto dei Gatti), una cerimonia di scaramanzia legata al tema medievale del gatto, che associato spesso alla stregoneria, venivano gettati gatti vivi dalla sala d'Armi del Beffroi. Oggi è divenuto piuttosto un evento legato alla tradizione, che ripreso nel 1955 viene continuata ma con il lancio di Peluche.

## Galleria d'immagini

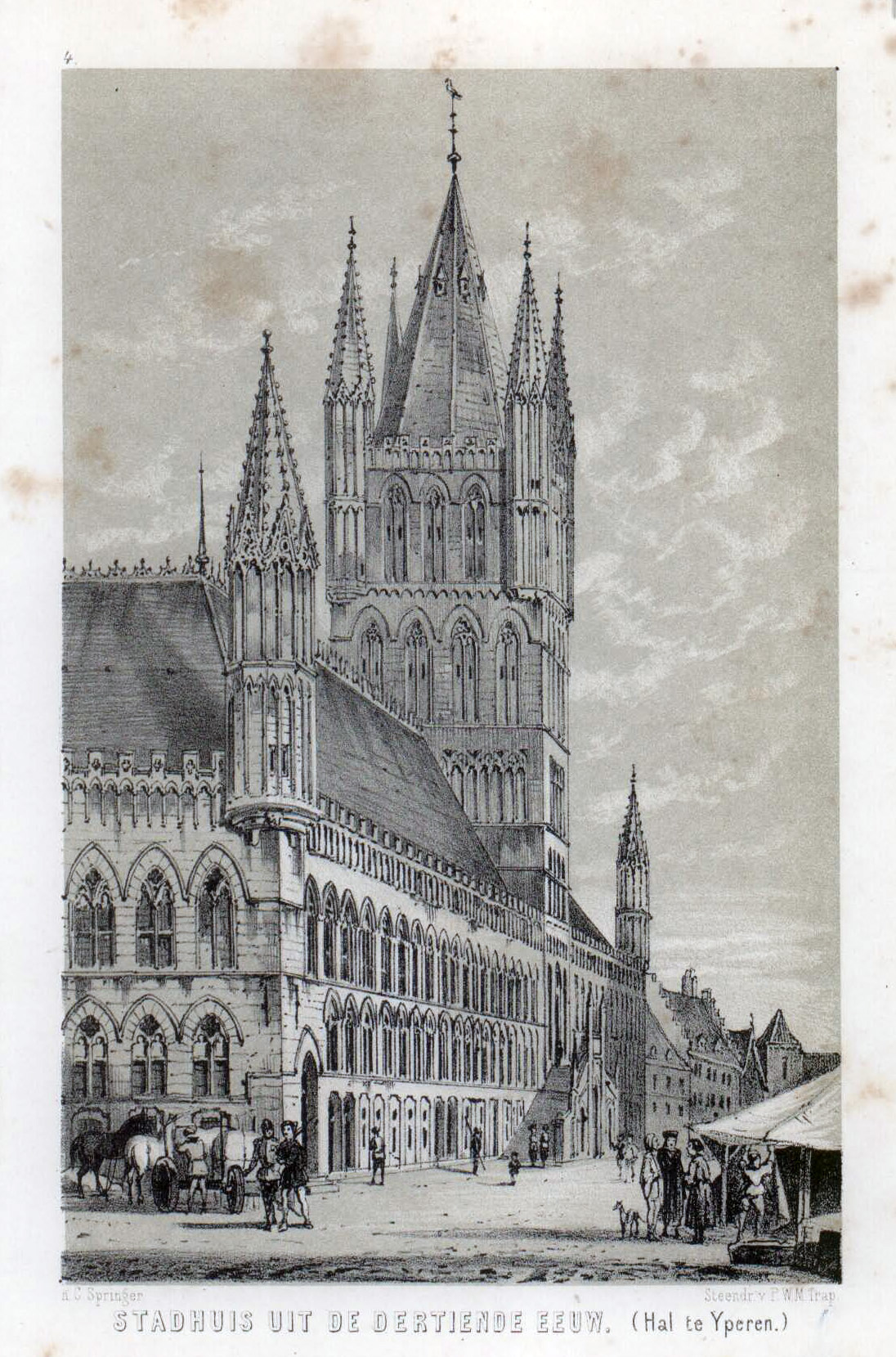
Il Mercato dei tessuti in una rappresentazione del XIX secolo
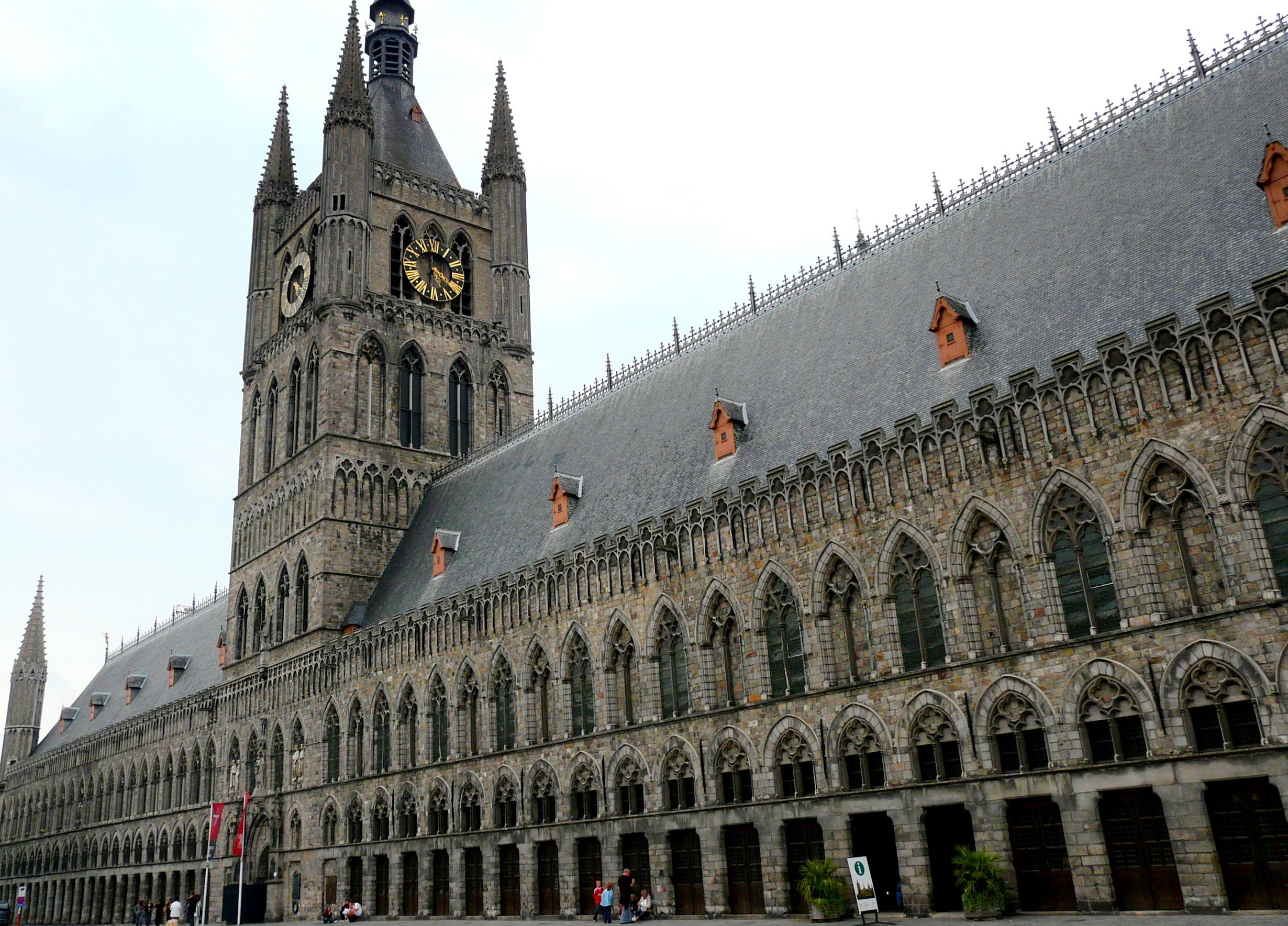
La faccita sul Grote Markt
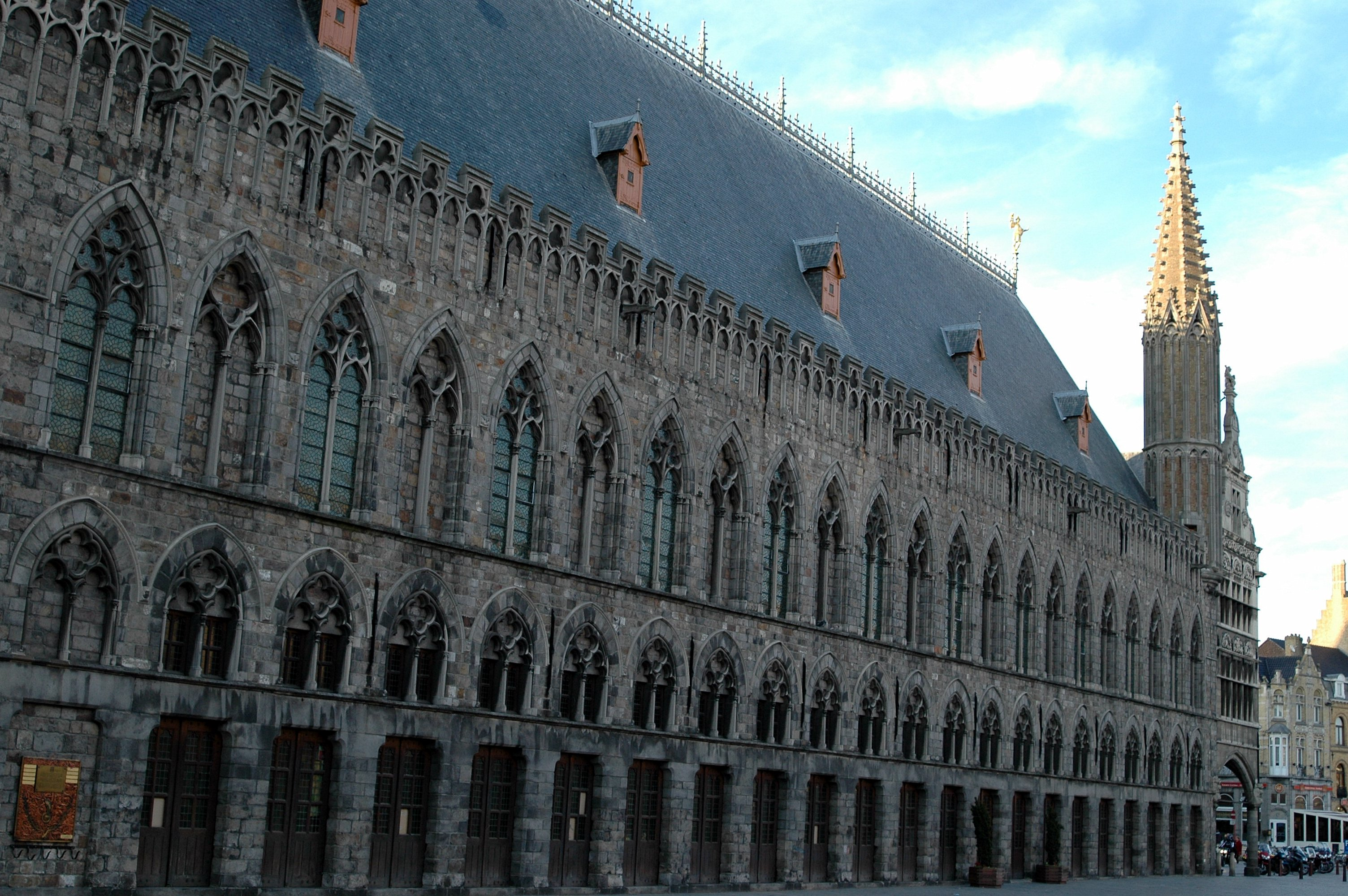
particolare della facciata
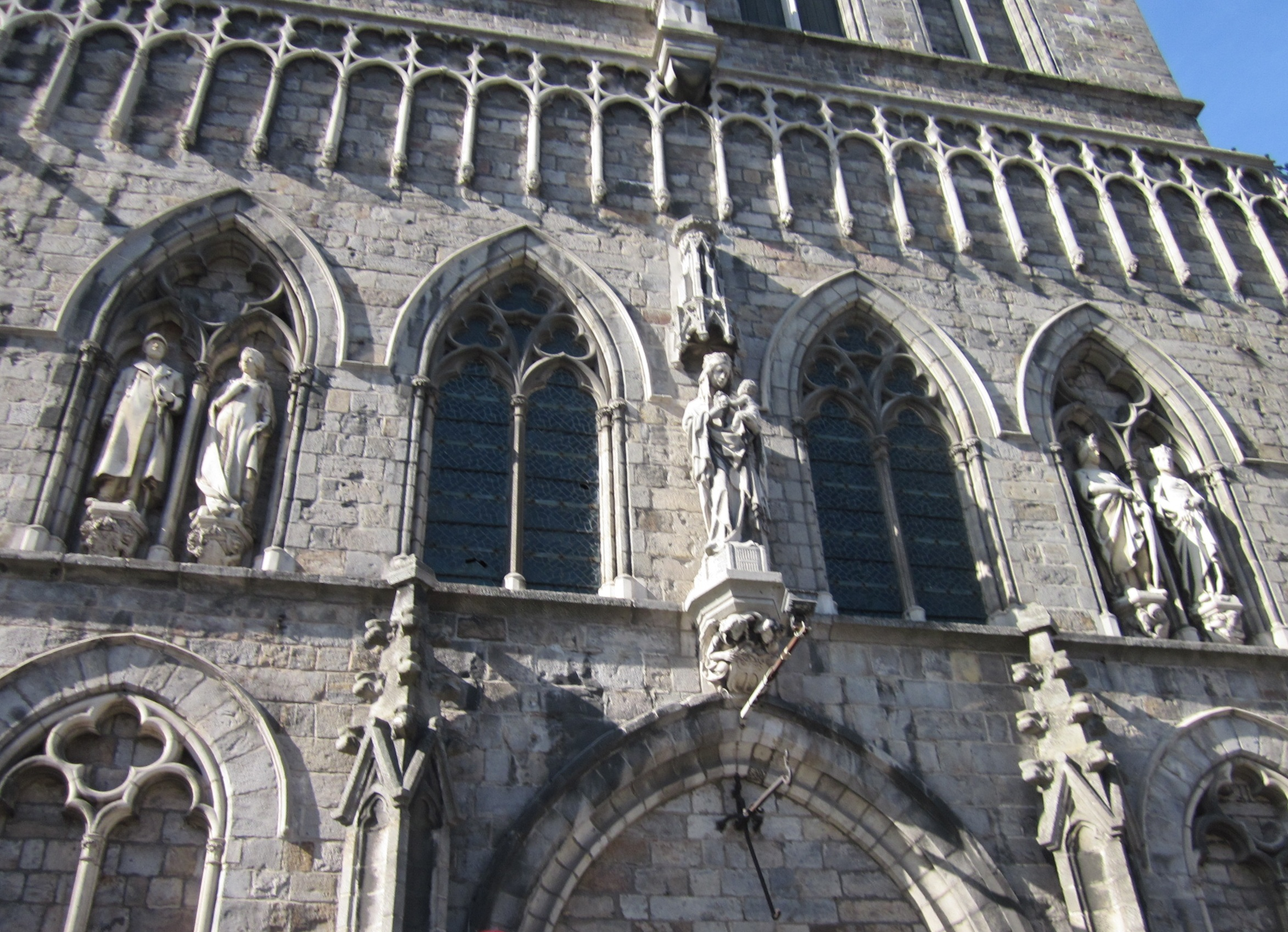
particolare del fronte del Beffroi
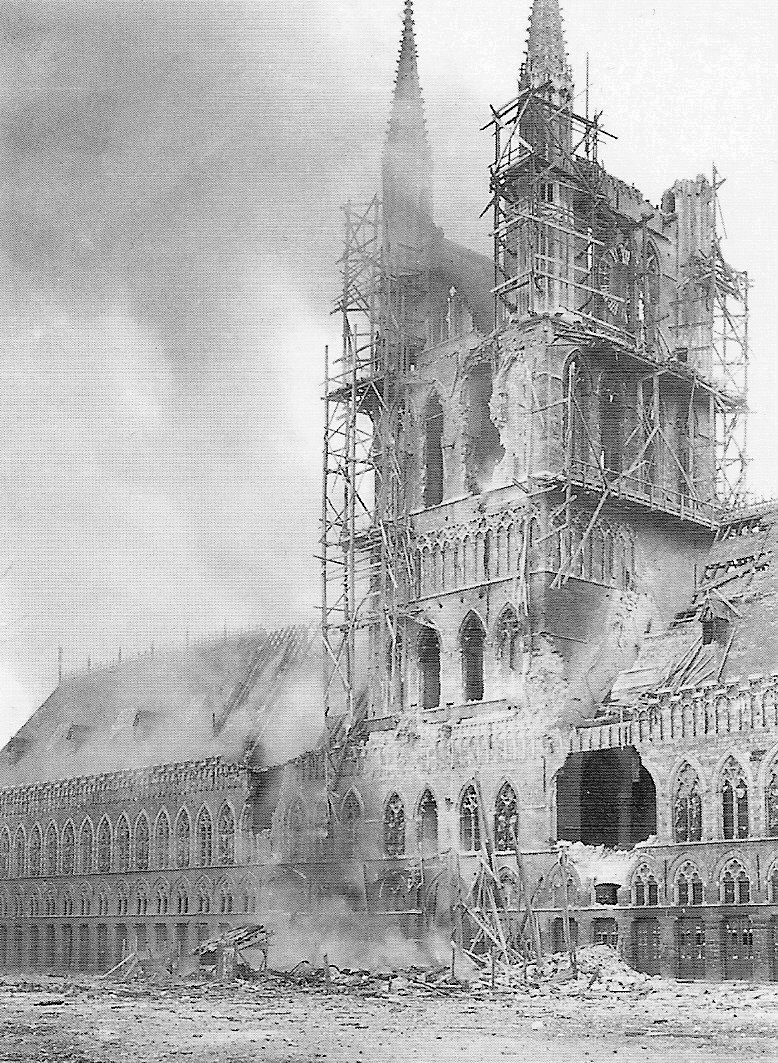
dopo i bombardamenti del 1914
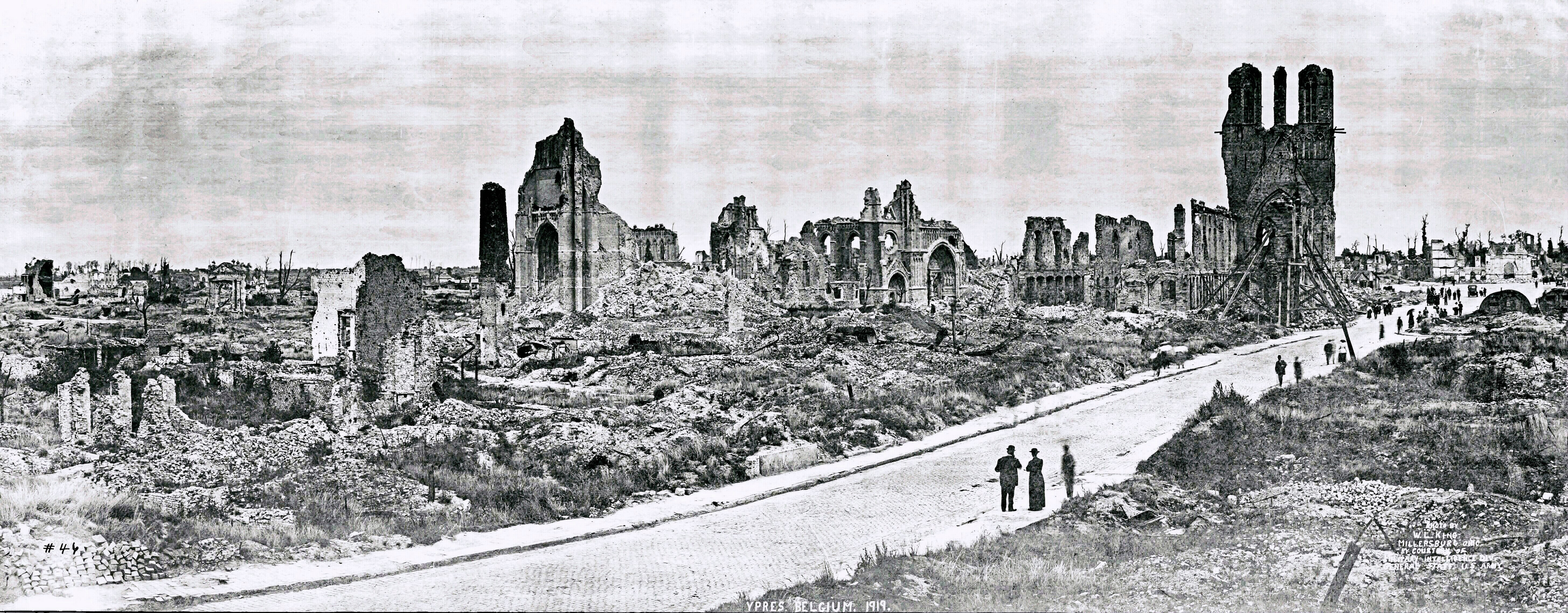
dopo la furia della quarta battaglia di Ypres da una fotografia del 1919